# Гиоргиевски, Мартин
Мартин Гиоргиевски (макед. Мартин Гиоргиевски; род. 28 февраля 2005) — македонский футболист, полузащитник клуба «Академия Пандева».

## Клубная карьера
Гиоргиевски — воспитанник клуба «Академия Пандева». 22 августа 2021 года в матче против «Ренова» он дебютировал в чемпионате Северной Македонии. 6 ноября в поединке против «Шкендии» Мартин забил свой первый гол за «Академию Пандева».